# Kult laleczki Chucky
Kult laleczki Chucky (ang. Cult of Chucky) – amerykańsko-kanadyjski horror z 2017 roku w reżyserii Dona Manciniego. Siódmy film z serii Laleczka Chucky. W głównych rolach wystąpili Fiona Dourif, Brad Dourif i Alex Vincent. Film miał premierę 24 sierpnia 2017 roku.

## Fabuła
Po tym jak Chucky wrobił Nicę w zamordowanie swojej rodziny, dziewczyna przebywa w szpitalu dla umysłowo chorych i korzysta z wózka inwalidzkiego. Pod wpływem lekarzy Nica zaczyna wierzyć, że lalka była tylko wymysłem jej wyobraźni. Robi postępy w terapii, aż do momentu, kiedy do szpitala nie trafia jedna z zabawek z serii Good Guy.

## Obsada
- Fiona Dourif jako Nica Pierce
- Brad Dourif jako Chucky (głos)
- Alex Vincent jako Andy Barclay
- Michael Therriault jako dr Foley
- Adam Hurtig jako Malcolm / Michael
- Jennifer Tilly jako Tiffany
- Elisabeth Rosen jako Madeline
- Grace Lynn Kung jako Claire
- Zak Santiago jako Carlos
- Ali Tataryn jako Ashley[1]

## Odbiór

### Reakcja krytyków
Film spotkał się z dobrą reakcją krytyków. W agregatorze recenzji Rotten Tomatoes 78% z 27 recenzji uznano za pozytywne. Z kolei w agregatorze Metacritic średnia ważona ocen z 5 recenzji wyniosła 69 punktów na 100.